# Peter Hansborough Bell

Peter Hansborough Bell

Peter Hansborough Bell (* 12. Mai 1812 im Spotsylvania County, Virginia; † 8. März 1898 in Littleton, North Carolina) war ein US-amerikanischer Geschäftsmann und Offizier. Von 1849 bis 1853 amtierte er als dritter Gouverneur von Texas.
Bell lebte und arbeitete als Geschäftsmann in Petersburg in Virginia, bis er sich entschloss, für die Freiheit von Texas zu kämpfen. Er fing als einfacher Soldat in einer Kavallerie-Kompanie unter Henry W. Karnes an und kämpfte auch in der Schlacht von San Jacinto, wofür er 640 Morgen Siedlungsland erhielt. Für seine Militärzeit von 1836 bis 1839 erhielt er weitere 1080 Morgen Land. 1840 wurde er Texas Ranger unter John C. Hays und hatte 1842 den Rang eines Majors. 1845 führte er als Captain eine eigene Kompanie Texas Ranger. Unter dem Kommando von General Zachary Taylor gewann er die Schlacht von Buena Vista.
Am 21. Dezember 1849 wurde er als Nachfolger von George T. Wood zum Gouverneur von Texas gewählt. 1851 trat er erfolgreich zur Wiederwahl an. Er übte dieses Amt bis zum 23. November 1853 aus; sein Nachfolger als Gouverneur wurde J. W. Henderson. Im Anschluss gehörte Bell bis 1857 dem Repräsentantenhaus der Vereinigten Staaten als demokratischer Vertreter des zweiten Kongresswahlbezirks von Texas an.
Bell heiratete am 3. März 1857 Ella Reeves Eaton Dickens, die Tochter eines erfolgreichen Plantagenbesitzers aus North Carolina, und zog selbst nach North Carolina. Bei Ausbruch des Bürgerkrieges wurde ihm von den Konföderierten bzw. von Jefferson Davis die Stelle als Colonel angeboten, aber er lehnte ab und verbrachte die Kriegsjahre auf der Plantage seiner Ehefrau.
Das Bell County in Texas wurde nach ihm benannt und 1930, 32 Jahre nach seinem Tod, wurden seine Gebeine und die seiner Frau auf dem Nationalfriedhof in Austin beigesetzt. 1936 errichtete der Staat Texas ihm zu Ehren ein Denkmal in Belton.